# گابریل رنار

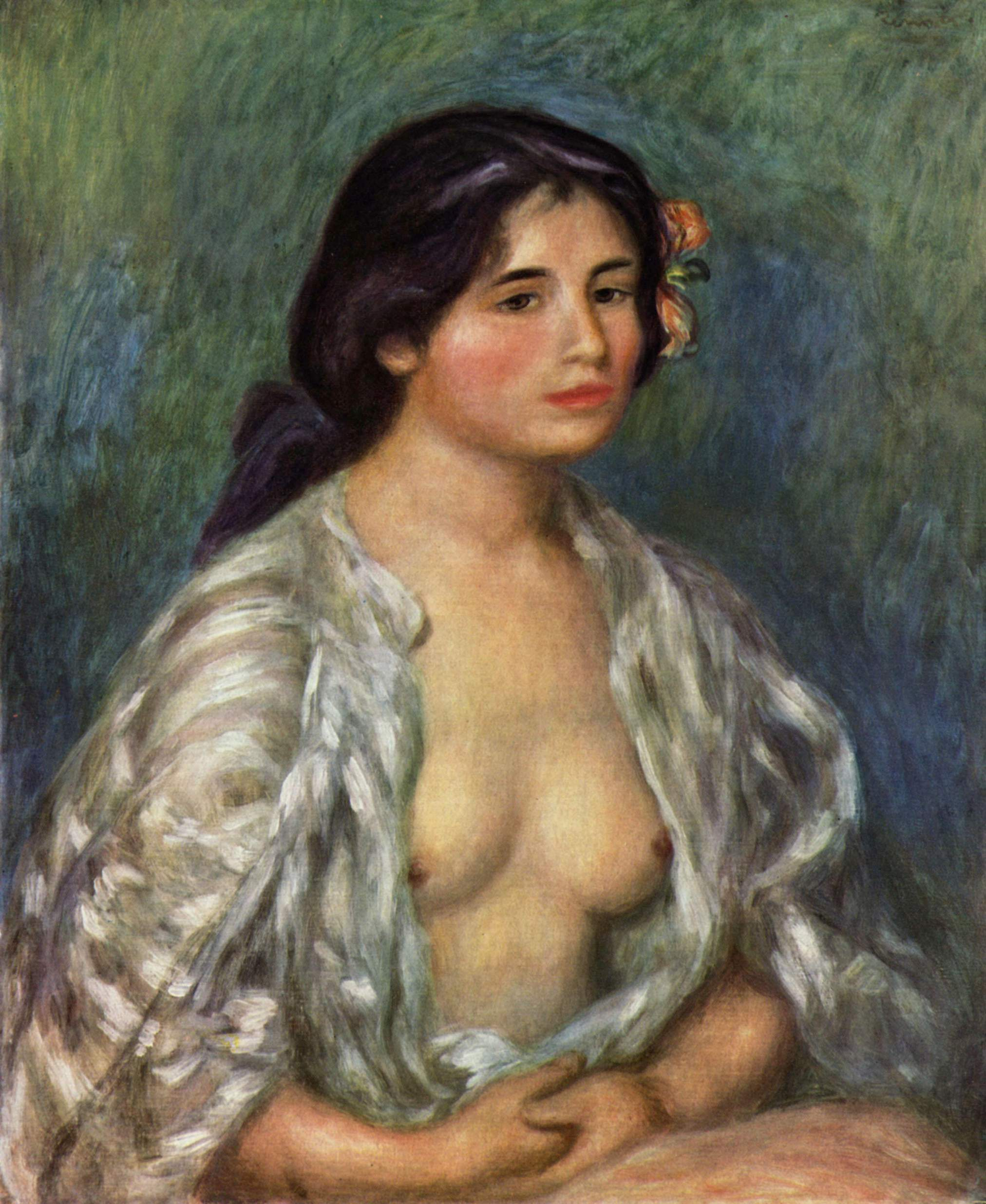
گابریل با پیراهن باز اثری از رنوآر که در موزه هنرهای معاصر تهران نگهداری می‌شود.

گابریل رنار (به فرانسوی: Gabrielle Renard) زنی فرانسوی بود که در خانواده پیر اگوست رنوآر ابتدا دایه بود و بعدها مدل اصلی نقاشی‌های او شد.